# Sandra Robatscher
Sandra Robatscher (* 13. Dezember 1995 in Bozen) ist eine italienische Rennrodlerin.

## Leben und Karriere
Sandra Robatschers Eltern sind die Wirte des Pattissenhofs in St. Zyprian, wo sie aufwuchs. Sie ist die Nichte von Armin Zöggeler, Cousine von Nina Zöggeler und startet für den Völser Sportverein. Die in Tiers lebende Studentin begann 2010 mit dem Rennrodelsport.
Schon als Juniorin erreichte Robatscher erste Erfolge, etwa beim Gewinn von Junioren-Weltcuprennen 2013 in Igls und 2014 in Lillehammer. Bei den Juniorenweltmeisterschaften 2013 in Park City belegte sie Rang sieben, mit der Teamstaffel gewann sie an der Seite von Dominik Fischnaller sowie dem Doppel Florian Gruber/Simon Kainzwaldner den Titel. Die Junioreneuropameisterschaften 2013 in Oberhof brachten mit Rang fünf im Einzelrennen sowie dem Gewinn der Silbermedaille mit Emanuel Rieder sowie Gruber und Kainzwaldner im Teamstaffelrennen erneut gute Resultate. Erfolgreich verliefen auch die Juniorenweltmeisterschaften 2014 in Igls, wo sie hinter ihrer Landsfrau Andrea Vötter den Vize-Weltmeistertitel errang. Erneute Erfolge erreichte Robatscher auch bei den Juniorenweltmeisterschaften 2015 in Lillehammer, wo sie sich im Einzelrennen nur Jessica Tiebel und Wiktorija Demtschenko geschlagen geben musste und die Bronzemedaille gewann. Weniger erfolgreich verliefen die U23-Juniorenweltmeisterschaften 2015 in Sigulda, wo Robatscher nicht ins Ziel kam.

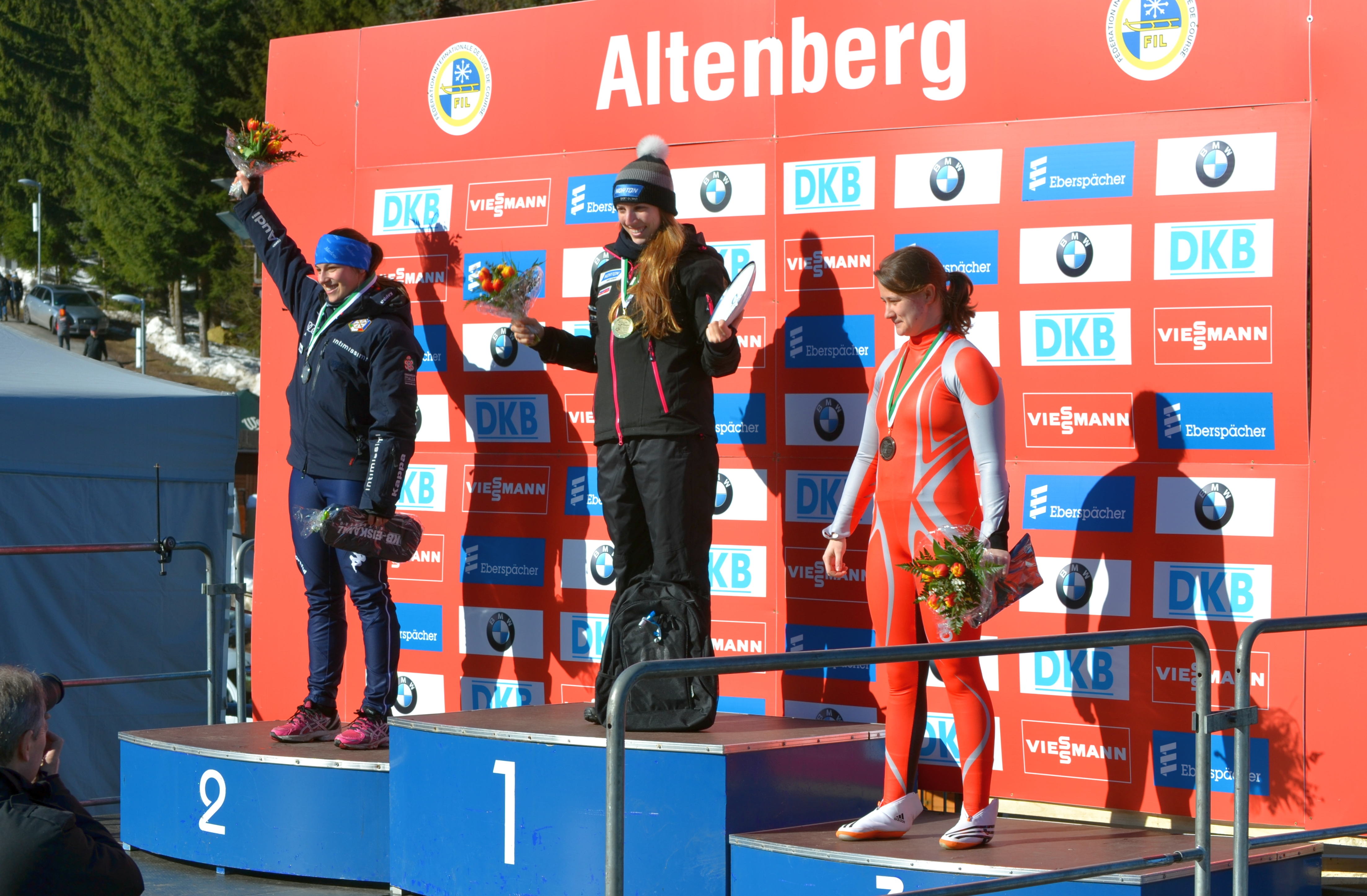
Robatscher (links) bei der Siegerehrung als Zweitplatzierte des Nationencups 2015 in Altenberg

Zum Auftakt der Saison 2012/13 debütierte Robatscher in Igls im Rahmen des Rennrodel-Weltcups. Im Nationencup, über den sich die nicht gesetzten Starterinnen für das eigentliche Weltcuprennen qualifizieren müssen, belegte sie den elften Platz und qualifizierte sich damit sogleich für das Hauptrennen, bei dem sie 12. wurde. Trotz des frühen Erfolges blieb es bei diesem einen Einsatz in der Saison und Robatscher belegte am Ende den 46. Rang der Gesamtwertung. Seit der Saison 2013/14 gehört sie zum festen Aufgebot der italienischen Nationalmannschaft für den Rennrodel-Weltcup. Meist schaffte sie die Qualifikation über den Nationencup für das eigentliche Weltcuprennen, beste Platzierung wurde zum Saisonauftakt ein 17. Rang in Igls. Zum ersten Karrierehöhepunkt wurden die Olympischen Winterspiele 2014 in Sotschi, bei denen sie den 22. Platz belegte. Die Europameisterschaften 2014 in Sigulda beendete sie als 13. In der Gesamtwertung des Nationencups wurde Robatscher 2014/15 Sechste. Die Qualifikation für das Hauptrennen war mittlerweile die Regel, einzig am Königssee verpasste sie das Hauptrennen. Bestes Ergebnis wurde mit Rang 10 in Lake Placid die erste Top-Ten-Platzierung der Karriere. Als beste Italienerin qualifizierte sie sich damit auch für das Staffelrennen, bei dem sie sich an der Seite von Dominik Fischnaller sowie Christian Oberstolz und Patrick Gruber einzig dem deutschen Team geschlagen geben musste. Mit 260 Punkten erreichte sie den 17. Platz in der Gesamtwertung des Weltcups. Weniger erfolgreich verliefen die Weltmeisterschaften 2015 in Sigulda, bei denen Robatscher nicht das Ziel erreichte.

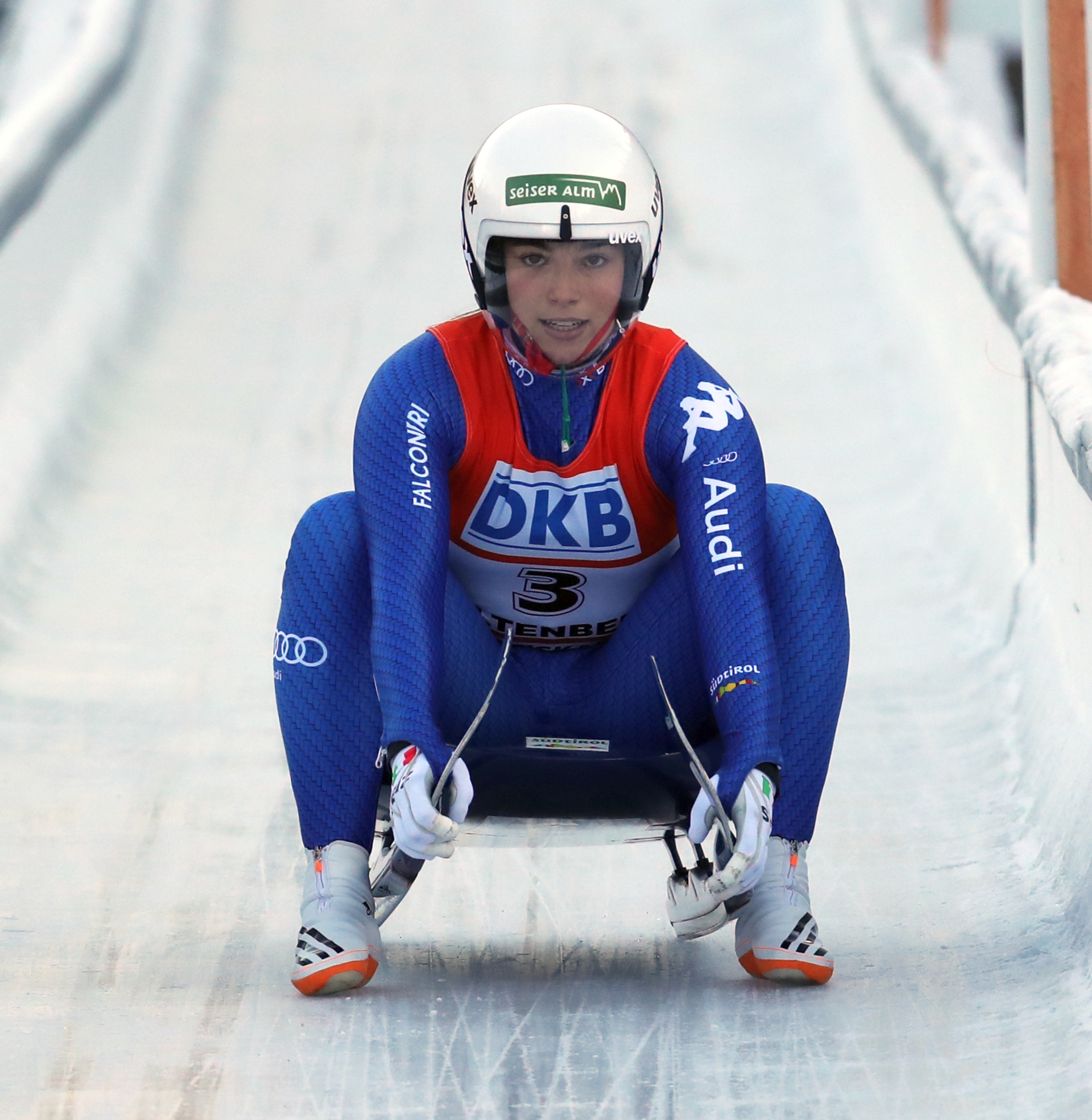
Robatscher beim Nationencuprennen in Altenberg im Dezember 2017

In der Saison 2015/16 wurde Robatscher hinter Julia Taubitz und Miriam Kastlunger Dritte in der Gesamtwertung des Nationencups. Abgesehen vom Rennen in Oberhof konnte sie sich wieder für alle Weltcup-Rennen qualifizieren. Bestes Saisonergebnis wurde ein elfter Rang in Sotschi. Mit 228 Punkten belegte sie Platz 16 in der Gesamtwertung. Schon zum Saisonauftakt erreichte sie im Teamstaffel-Rennen mit Dominik Fischnaller sowie dem Doppel Ludwig Rieder und Patrick Rastner eine weitere Podiumsplatzierung. Bei den Weltmeisterschaften 2016 am Königssee startete Robatscher in der U-23-Klasse und wurde Fünfte. Damit qualifizierte sie sich als beste Italienerin auch für das Teamstaffelrennen der WM und wurde mit Dominik Fischnaller und Oberstolz/Gruber Siebte. Die Europameisterschaften 2016 in Altenberg im Rahmen des Weltcuprennens beendete sie als Neunte auf einer Top-Ten-Platzierung. Mit ihren Partnern aus der WM-Teamstaffel verpasste sie als Viertplatzierte nur um einen Rang den Gewinn einer Medaille. Sehr durchwachsen verlief die Saison 2016/17. Einerseits erreichte Robatscher etwa mit Rang elf im Einzel und zehn im Sprint von Park City gute Ergebnisse, andererseits verpasste sie in Sigulda, Oberhof und Pyeongchang die Qualifikation für die Weltcup-Rennen, in Lake Placid wurde sie aufgrund falscher Kufentemperatur disqualifiziert. Am Saisonende stand ein 20. Rang mit 217 Punkten in der Gesamtwertung zu Buche. Bei den Europameisterschaften 2017 am Königssee kam sie auf den 15. Platz, bei den Weltmeisterschaften 2017 in Igls auf den 17.
Die Saison 2017/18 begann mit einem merklichen Leistungsanstieg. Beim zweiten Saisonrennen in Winterberg kam Robatscher als Neuntplatzierte erstmals auf eine einstellige Platzierung. In Altenberg konnte sie ihr bestes Ergebnis auf einen achten Rang verbessern. Zudem wurde sie mit Emanuel Rieder sowie den Weltcup-Debütanten Ivan Nagler und Fabian Malleier im Doppelsitzer in der Teamstaffel Dritte. Erst in Calgary wurde der gute Trend durch einen Sturz unterbrochen. Nachdem ihr in Lake Placid zwei siebente Plätze in Sprint und Einzel gelangen, folgte ein leichter Abwärtstrend: Platz 10 am Königssee, Platz 11 in Oberhof, Platz 12 im Einzel und Platz 15 im Sprint in Lillehammer. Beim letzten Weltcuprennen der Saison im lettischen Sigulda, welches als Race-in-Race-Rennen zugleich als Europameisterschaft gewertet wurde, fuhr sie auf Platz drei. Erstmals in ihrer Karriere erreichte sie im Weltcup das Podium und gewann damit auch ihre erste Medaille im Erwachsenenbereich. Mit den guten Ergebnissen beim Saisonfinale konnte Robatscher noch Kimberley McRae und Emily Sweeney überflügeln und in der Gesamtwertung der Saison mit Rang neun (464 Punkte) erstmals eine einstellige Platzierung erreichen.

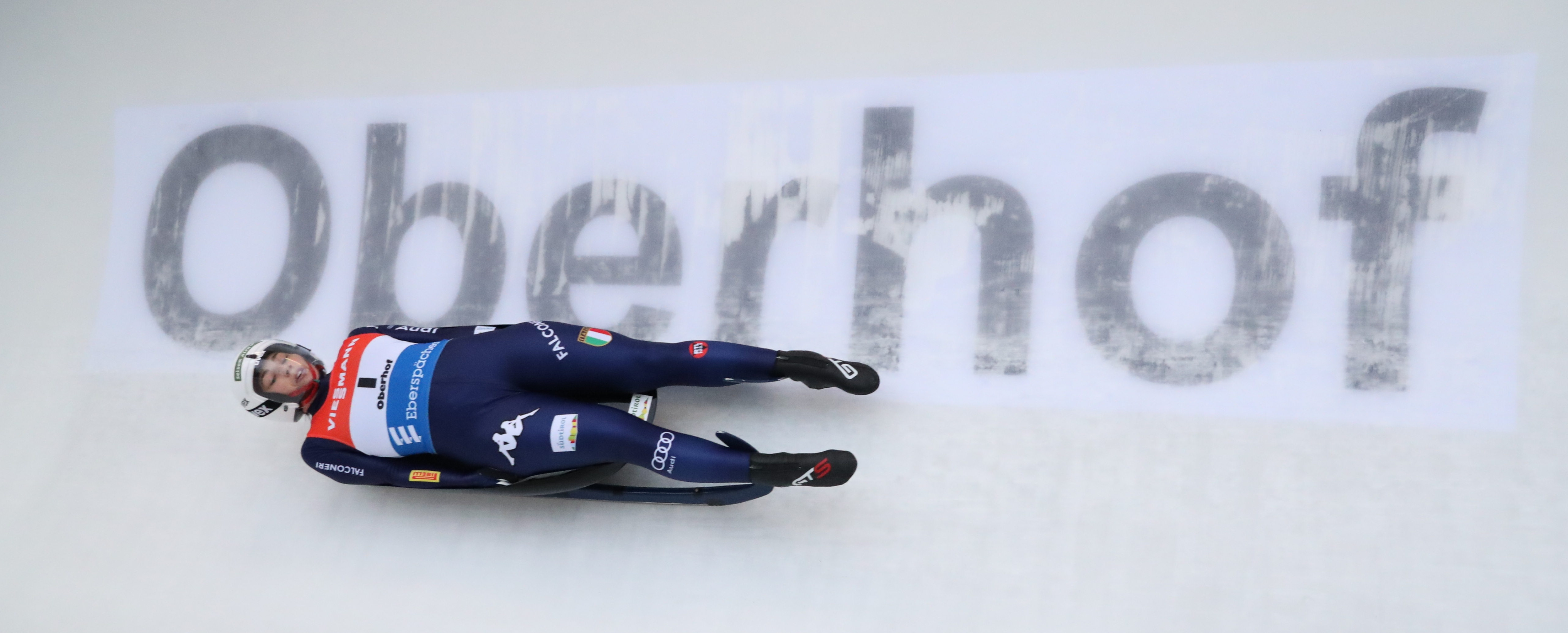
Robatscher bei ihrer Rückkehr in den Weltcup der Saison 2019/20 in Oberhof

Ihren ersten Weltcupsieg konnte sie beim Weltcup der Saison 2018/19 in Altenberg feiern. Sie profitierte davon, dass der 2. Lauf wegen widrigen Bedingungen nicht ausgetragen wurde. Es rettete eine für Robatscher bis dahin eher mäßig verlaufenden Saison. Bei den Rennrodel-Weltmeisterschaften 2019 in Winterberg wurde sie beim Sprintrennen disqualifiziert, in der klassischen Disziplin wurde sie Neunte. In der Saison 2019/20 verpasste sie nach einer Operation an der Schulter die ersten sechs Rennen der Saison und kehrte erst zum Rennen in Oberhof zurück. Dort gelang ihr im Nationencuprennen mit schlechter Startnummer knapp die Qualifikation für das Weltcuprennen, bei dem sie anschließend bei chaotischen Wetterbedingungen 20. wurde. Für die Rennrodel-Weltmeisterschaften 2020 im russischen Sotschi konnte sie sich nicht qualifizieren, da sie mit dem Start in Oberhof nur eine von zwei erforderlichen Teilnahmen bei internationalen Wettbewerben in der laufenden Saison vorweisen konnte. Beim an die Weltmeisterschaften anschließenden Rennen in Winterberg, bei dem diverse Sportler aufgrund widriger Eisbedingungen in der Veltins-Eisarena den Start verweigert hatten, gelang ihr – bei nur 8 Starterinnen – der Sieg im Nationencup, beim Weltcuprennen fuhr sie auf den sechsten Platz. Mit der Teamstaffel um Dominik Fischnaller, Emanuel Rieder und Simon Kainzwaldner gelang ihr die Fahrt auf den Silberrang. Auch beim abschließenden Rennwochenende am Königssee gelang Robatscher der Sieg im Nationencup und damit die Qualifikation für den Weltcup, dort folgte mit Platz 10 eine weitere Top-10-Platzierung, die sie mit 107 Weltcuppunkten bei 3 Rennen auf den 30. Platz der Gesamtwertung führte.
Bei den Vorbereitungen zur Saison 2020/21 stürzte Robatscher im Rahmen der internationalen Traingswoche am Königssee und verletzte sich schwer an der Schulter, sodass eine erneute Operation notwendig wurde. Mit dieser ging Robatschers Ausfall für die komplette Saison einher.

## Statistik

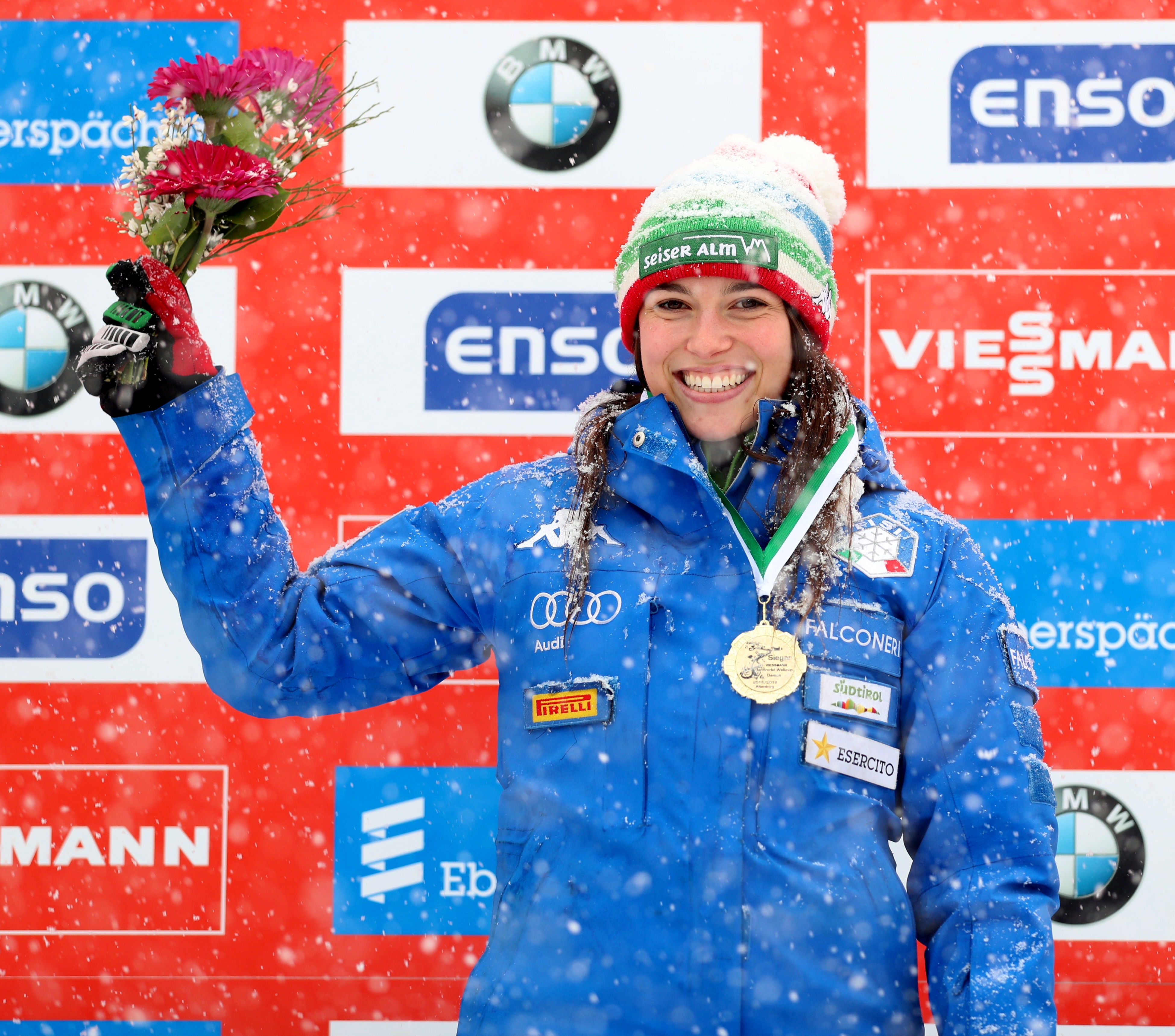
Sandra Robatscher bei ihrem ersten Weltcupsieg in Altenberg

Platzierungen im Gesamtweltcup
| Saison  | Platz | Punkte |
| ------- | ----- | ------ |
| 2012/13 | 46.   | 032    |
| 2014/15 | 17.   | 0260   |
| 2015/16 | 16.   | 0228   |
| 2016/17 | 20.   | 0217   |
| 2017/18 | 9.    | 0464   |
| 2018/19 | 14.   | 0345   |
| 2019/20 | 30.   | 0107   |
| 2020/21 | 0–    | 0      |
| 2021/22 | 34.   | 087    |
| 2022/23 | 12.   | 0399   |

Weltcupsiege:
Einzel
| Nr. | Datum        | Ort       | Bahn                                 |
| --- | ------------ | --------- | ------------------------------------ |
| 1.  | 3. Feb. 2019 | Altenberg | Rennschlitten- und Bobbahn Altenberg |

## Einzelbelege
1. ↑  Pattissenhof
2. ↑  Sandra Robatscher bei Weltcup-Debüt auf Rang 12
3. ↑  Ärger bei deutschen Rodlerinnen. In: deutschlandfunk.de. Deutschlandfunk, 3. Februar 2019, archiviert vom Original (nicht mehr online verfügbar) am 4. Februar 2019; abgerufen am 10. Februar 2019.  Info: Der Archivlink wurde automatisch eingesetzt und noch nicht geprüft. Bitte prüfe Original- und Archivlink gemäß Anleitung und entferne dann diesen Hinweis.
4. ↑  Daniel Etchells: Italian luger Robatscher to miss first part of season. In: insidethegames.biz. inside the gams, 9. Oktober 2019, abgerufen am 14. November 2020.
5. ↑  Maximilian Rieger: Trotz Kritik von Athleten: Rodel-Weltverband verteidigt Weltcup in Winterberg. In: deutschlandfunk.de. Deutschlandfunk, 22. Februar 2020, abgerufen am 14. November 2020.
6. ↑  Saisonende für Sandra Robatscher nach Trainings-Sturz. In: fil-luge.org. Fédération Internationale de Luge de Course, 10. November 2020, abgerufen am 14. November 2020.

| Personendaten    | Personendaten             |
| ---------------- | ------------------------- |
| NAME             | Robatscher, Sandra        |
| KURZBESCHREIBUNG | italienische Rennrodlerin |
| GEBURTSDATUM     | 13. Dezember 1995         |
| GEBURTSORT       | Bozen                     |